# Padus avium
Prunus padus là loài thực vật có hoa trong họ Hoa hồng. Loài này được Mill. mô tả khoa học đầu tiên năm 1778.

## Hình ảnh

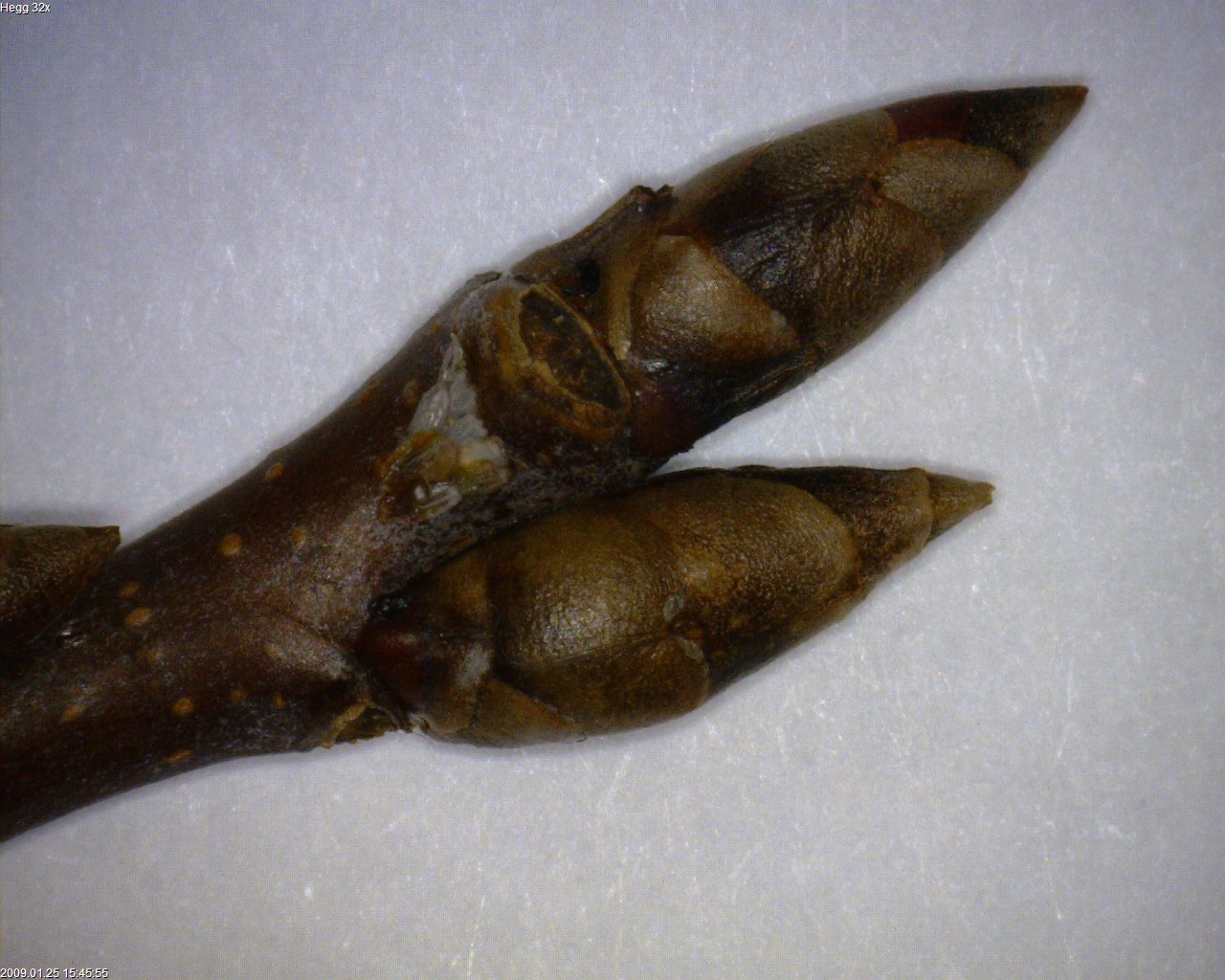
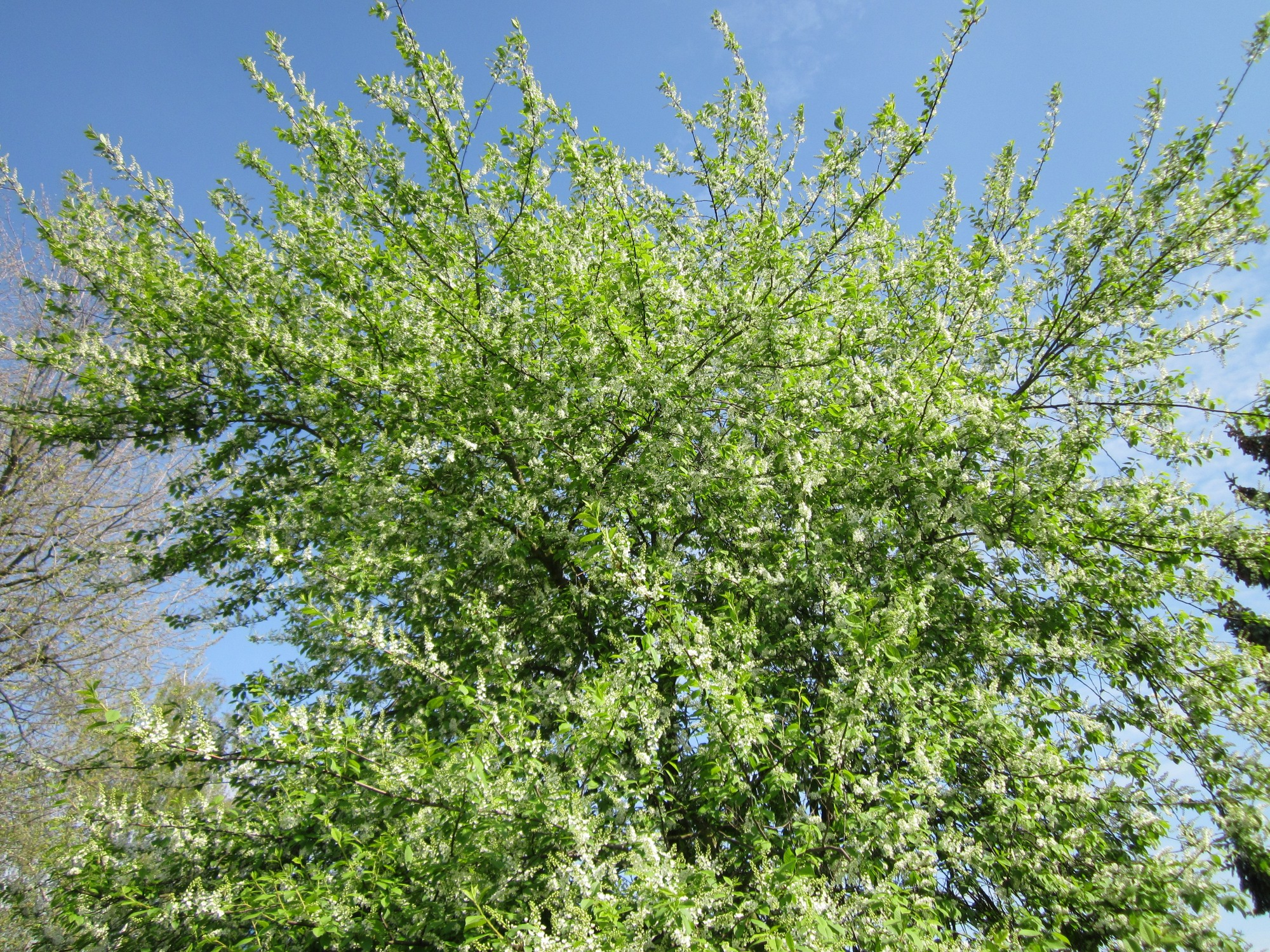
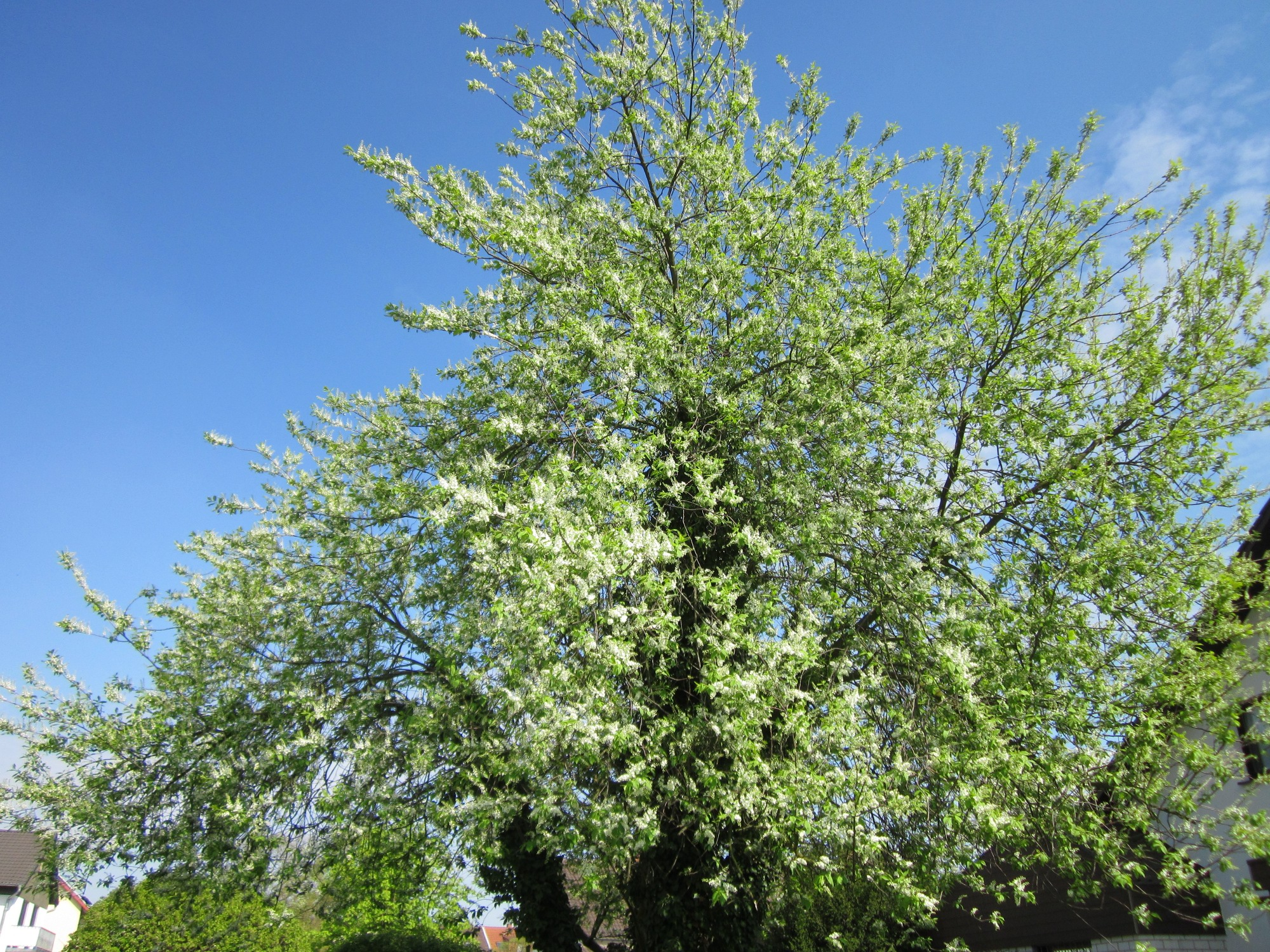